# 幸福街道 (烟台市)
幸福街道，是中华人民共和国山東省烟台市芝罘区下辖的一个乡镇级行政单位。

## 行政区划
幸福街道下辖以下地区：
幸福河社区、福学社区、福盈社区、支农里社区、环海社区、福茂社区、幸芝里社区、幸海里社区、新世界社区、福源社区、兴港社区、万华社区、幸福社区、开源社区、永和社区、德泰社区、信达社区、祥发社区、福泰社区、新胜社区、通世社区、宏兴社区、锦绣社区、耀德社区、兴达社区、港城社区、福旺社区、福兴社区和华信社区。